# ۶۲ (عدد)
۶۲ (عدد)
۶۲(شصت و دو) یک عدد طبیعی است که بعد از ۶۱ و قبل از ۶۳ قرار دارد.